# Leuben-Schleinitz
Leuben-Schleinitz era un comune della Sassonia, in Germania.
Faceva parte del circondario (Landkreis) di Meißen (targa MEI) e della comunità amministrativa (Verwaltungsgemeinschaft) di Ketzerbachtal.
A partire dal 1º gennaio 2014 le due località di Leuben e Schleinitz che costituivano il comune sono state incorporate nella città di Nossen.